# Cyclophora pupullaria
Cyclophora pupullaria là một loài bướm đêm trong họ Geometridae.